# Simon Tolkien
Simon Mario Reuel Tolkien (Oxford, 12 de janeiro de 1959) é um romancista britânico e ex-barrister. É neto de J. R. R. Tolkien e o filho mais velho de Christopher Tolkien.

## Biografia
Simon nasceu em Oxford em 12 de janeiro de 1959, o único filho de Christopher Tolkien e sua primeira esposa, Faith Faulconbridge. Seus pais se separaram quando tinha cinco anos, e cresceu com a mãe. Tolkien foi educado na Dragon School em Oxford e depois na Downside School. Estudou história moderna no Trinity College, Oxford, após o que iniciou uma carreira de quinze anos como advogado criminal. Tornou-se barrister em 1994.
Em 1984, casou-se com Tracy Steinberg, nascida em 1962. Steinberg é uma judia. Tracy era proprietária de uma loja de roupas vintage em Chelsea, chamada Steinberg & Tolkien, que fechou em setembro de 2007. Eles têm dois filhos, um filho chamado Nicholas e uma filha chamada Anna. Nicholas é dramaturgo e diretor que estreou com sua peça Terezin em junho de 2017.
Tolkien atualmente vive no sul da Califórnia com sua esposa Tracy.

## Escritos
Em janeiro de 2000, começou a escrever ficção. Seu primeiro romance, que descreveu como uma comédia negra, não foi aceito para publicação. Seu segundo romance, um drama de tribunal, foi publicado nos Estados Unidos como The Final Witness em 2002 e no Reino Unido como The Stepmother em 2003. Sua segunda obra publicada, The Inheritance (a primeira de uma trilogia com o Inspetor Trave do Oxfordshire Departamento de Investigação Criminal), foi publicada em 2010. O segundo livro da trilogia do Inspetor Trave, The King of Diamonds, foi publicado em 2011. O terceiro e último livro da trilogia, Orders from Berlin, foi publicado em 2012.
Seu romance de 2016, No Man's Land: a Novel, foi publicado simultaneamente com o centenário da Batalha do Somme; o terço central do romance se passa nessa longa batalha da Primeira Guerra Mundial. O romance segue a vida de uma criança e jovem inglês pobre (Adam Raine), começando com episódios de agitação trabalhista em Londres e passando pelas greves nas comunidades de mineração de carvão, distinções de classe e experiências no front doméstico da Primeira Guerra Mundial. Simon Tolkien reconhece que as experiências de Adam Raine se assemelham apenas superficialmente às enfrentadas por seu avô (J. R. R. Tolkien) na mesma grande batalha da guerra, mas quis escrever algo que em parte homenageasse a experiência pivotal de guerra de seu avô quando jovem, apenas alguns anos mais velho do que a idade do protagonista de No Man's Land.

## Reação às versões filmadas das obras de J. R. R. Tolkien
Simon Tolkien discordou da política da propriedade de seu avô em relação aos filmes O Senhor dos Anéis. Quando Christopher Tolkien emitiu uma declaração de que a "propriedade Tolkien seria mais bem aconselhada a evitar qualquer associação específica com os filmes", Simon Tolkien quebrou o silêncio, oferecendo-se para cooperar com os cineastas, afirmando: "Era minha opinião que adotássemos uma postura muito mais positiva em relação ao filme e isso foi anulado pelo meu pai." Após uma entrevista em 2001 ao Independent, Simon, em 2003, concedeu entrevistas ao Daily Telegraph e a outros veículos de comunicação nos quais discutiu sua relação tensa com seu pai, descrevendo-a como uma ruptura permanente; no entanto, eles subsequentemente se reconciliaram.
Até 2022, é consultor na série de TV da Amazon The Lord of the Rings: The Rings of Power.

### Romances do Inspetor Trave
- The Inheritance (2010)
- The King of Diamonds (2011)
- Orders from Berlin (2012)

### Outras obras
- The Final Witness / The Stepmother (2002)
- No Man's Land (2016)[13]